# Tumbas de Starosel

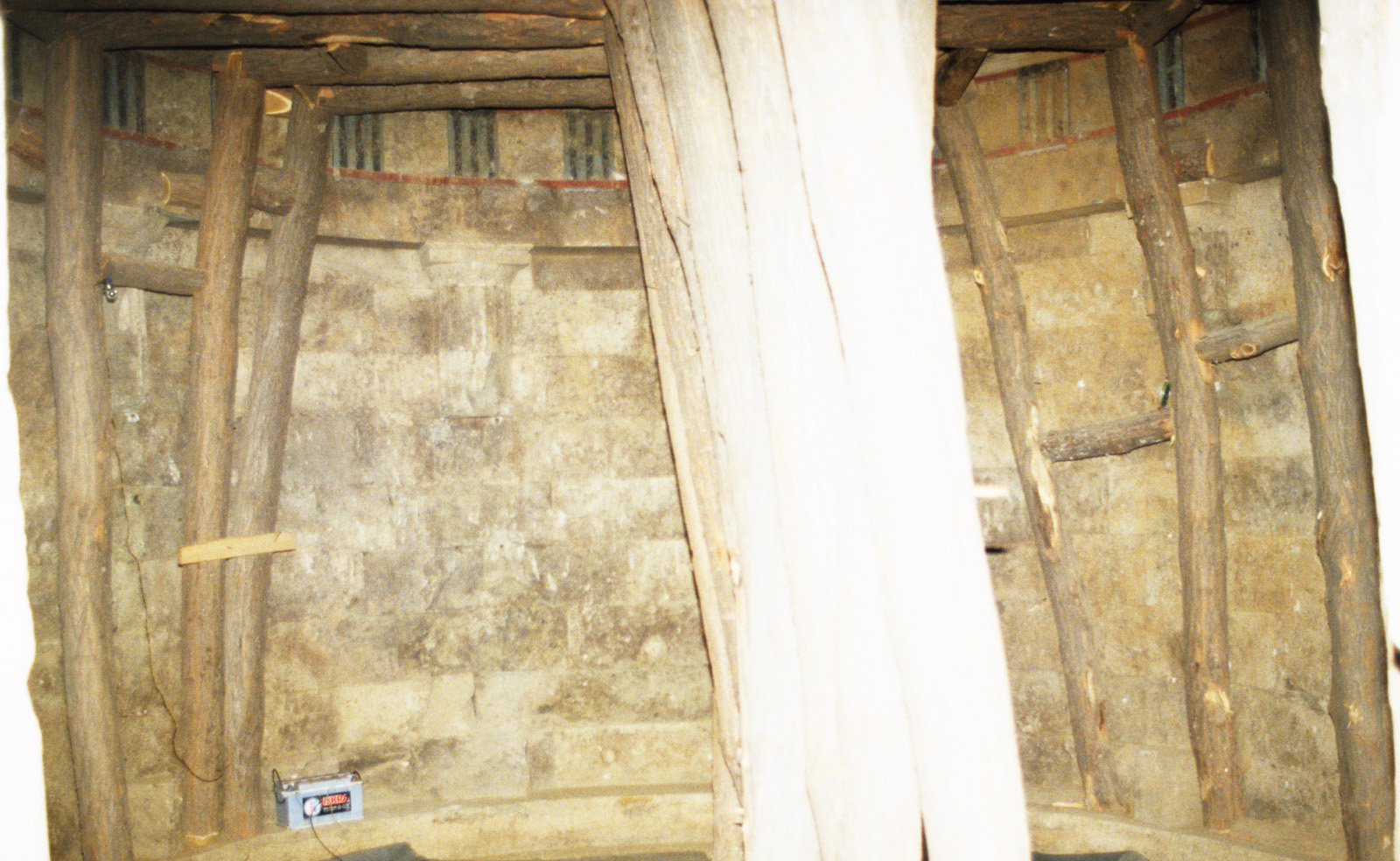
Cámara funeraria de la Tumba Chetinyova.

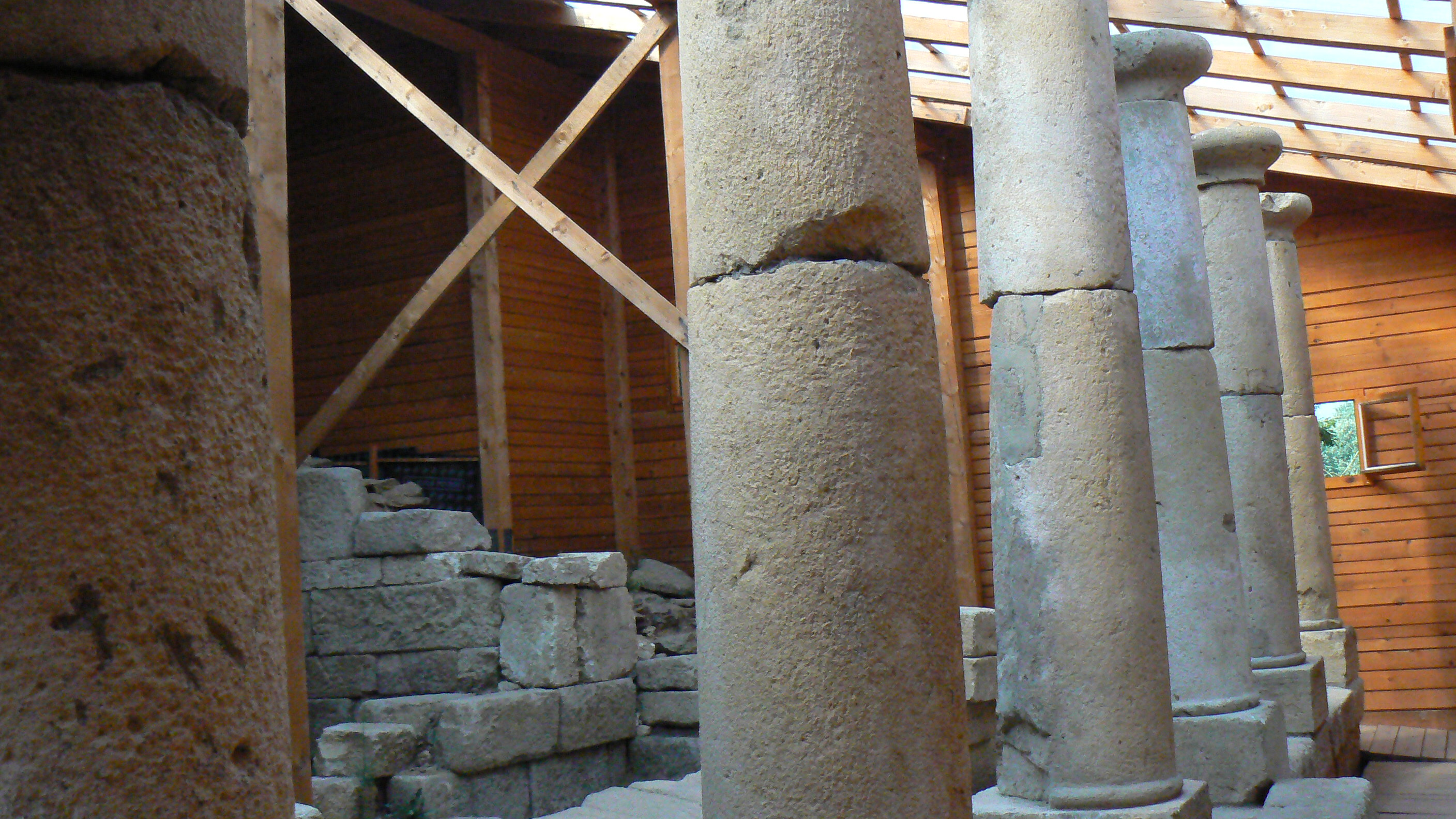
Tumba del Horizonte.

Las Tumbas de Starosel es un conjunto de 120 túmulos situados en las cercanías de la ciudad búlgara de Starosel.
Los túmulos tracios están datado alrededor del siglo V-VI a. C. La localidad fue en la antigüedad una importante y rica ciudad Tracia, como lo demuestran las excavaciones realizadas en el siglo XX.
De todos los túmulos sólo se han excavado unos pocos de entre los que destacan:
- Tumba Chetinyova: Esta tumba fechada en el siglo VI a. C. y se cree que era la tumba del noble tracio Sitalkes. El túmulo tiene un pasillo que conduce a la cámara funeraria de 5.4 metros, la mayor de Bulgaria. Se encuentra en un montículo con una altura de 20 metros y un diámetro de 85 metros, rodeada de Crepidoma con una circunferencia de 241 m, desempeñando el papel de muralla.
- Tumba del Horizonte: Es un templo tracio de forma rectangular de la que se conservan los escalones y diez columnas que soportaban un techo de madera hoy desaparecido.